# دوبژنگ (شهرستان ژاری)
دوبژنگ (به لهستانی:  Dobrzyń) یک روستا در لهستان است که در گمینا پژووز واقع شده‌است.